# Tollundi férfi

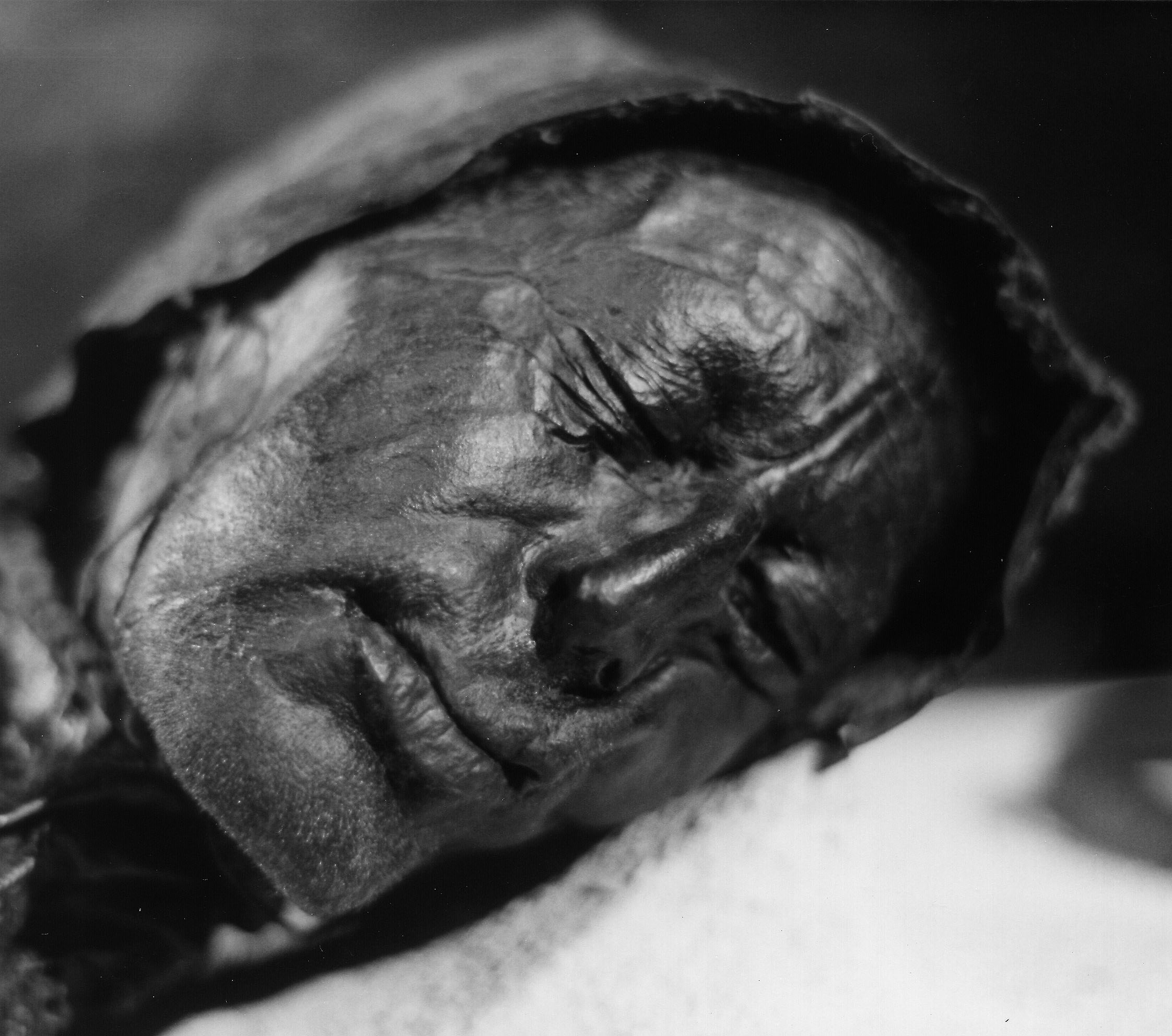
A tollundi férfi arca

A tollundi férfi a legszebb természetesen konzerválódott mocsári múmialelet; feje és arca úgy hat, mintha csak aludna. A 40 év körüli férfit, aki a korai vaskorban (Kr. e. 4. század) Skandináviában élt, kivégezték. Akasztott holtteste maradványaira, 1950-ben a dániai Jyllandban, a Bjældskovdal tőzegmocsárban találtak rá.

## Háttér

### Megtalálás
1950. május 6-án Viggo és Emil Højgaard tollundi lakosok tőzegkitermelés közben Silkeborg-tól 12 kilométerre nyugatra a Bjældskovdal lápban találták meg a holttestet. A rendőrség szakemberei tanácstalanok voltak, ezért a múmia vizsgálatát és korának meghatározását Peter Glob régészprofesszorra bízták. A kezdeti vizsgálatok után Glob megállapította, hogy a holttest egy több mint kétezer éve feláldozott férfié.

### Test
A tollundi férfi teteme a láp szélétől 50 méterre, és 2 méter mélyen a tőzegbe ágyazódva,  féloldalt, hason feküdt a mocsárban. A holttest, a nyaka köré tekert szíjat és báránybőrsapkát kivéve teljesen meztelen volt, minden bizonnyal azért, mert növényi eredetű szálakból – mint például lenből, kenderből, vagy csalánból – készített ruházatát a láp savas közege teljesen elbontotta. Testét – kiemelten a fejét – a mocsár olyan tökéletesen konzerválta, hogy arcvonásai, ráncai, de még a serkenő szakállának rövid szálai is tökéletesen láthatóak.

## Vizsgálatok és eredmények
A történelmi ismeretek alapján, a férfi múmiáját őrző mocsár a korai vaskorban alakult ki; ezért a tetem is hozzávetőlegesen 2000 éves. A tollundi férfi hajának 14C-es vizsgálata alapján a tudósok megállapították, hogy a test Kr.e. 400 óta fekszik a lápban. A legújabb szénizotópos vizsgálat pedig Kr. e. 292-82 közé teszi a halál időpontját.
A röntgenvizsgálat kimutatta, hogy a férfi feje sértetlen, szíve, tüdeje és mája jó állapotban konzerválódott. A felvételek alapján azt is megállapították, hogy halálakor 20 évesnél mindenképp idősebb volt, mert a bölcsességfogai már kinőttek; korát 40 év körülire becsülték. 161 centiméter magas, vékony testalkatú, ápolt férfi volt.

### A halál oka
Az 1950-ben elvégzett első boncolás eredményeként az orvosok megállapították, hogy az illetőt inkább felakasztották, mint megfojtották. A kötél szorítása miatt a nyakán keletkezett barázda magasan, közvetlenül az áll alatt fut körbe, viszont a nyak hátsó részén, ahol a hurok elhelyezkedett, nincs nyoma csomónak. A 2002-ben, törvényszéki szakértők által végzett ismételt vizsgálatok megerősítették a kezdeti feltételezést. Annak ellenére, hogy a nyaki csigolya sértetlen volt (ami az akasztott áldozatok esetében is gyakori) a röntgen kimutatta, hogy a szintén sérülésmentes nyelv felfúvódott – ez egyértelműen akasztásos halálra utal.

### Utolsó étkezés
A gyomor- és a béltartalom elemzése kimutatta, hogy a tollundi férfi utolsó étkezése során vadon termett gyümölcsökből és magvakból készített kását evett: árpa, lenmag, magvas gomborka (Camelina sativa), keserűfű, muhar, és kamilla maradványait különítették el.
A férfi emésztőrendszerében hús nyomait nem találták, és az étel emésztettsége alapján halála előtt 12-24 órával evett utoljára. Bár a kor étkezési szokásait tekintve, a hasonló növényekből készített főzetek, levesek nem számítanak különlegesnek, két érdekességet mégis megállapítottak a kutatók:
- A kása nagyon sokféle műveléssel termesztett, illetve vadon termő magvat tartalmazott; ezek között ritka, nehezen begyűjthető gabonafélék is elfordultak, és olyanok is amelyeket szándékosan csak kivételes alkalmak során használtak.
- A kása alapanyagát olyan növények alkották, amelyek a vidéken kizárólag tavasz idején teremnek.

A pollenanalízis alapján a férfi a tél legvégén, illetve a tavasz elején lelte halálát.

## Tollundi férfi ma

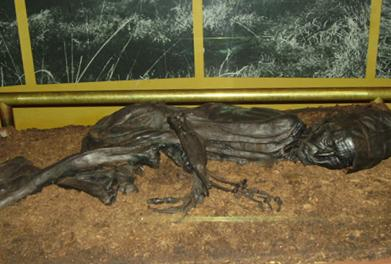
A tollundi férfi a Silkeborg Múzeumban

A tollundi férfi maradványait a dániai Silkeborg Múzeum kiállításán láthatja a nagyközönség. A kiállított múmiának csupán a feje eredeti, mert a szerves anyagok megóvására, 1950-ben alkalmazott konzerválási módszerek elégtelensége miatt, a testet nem tartósították. A lápi tetemek miután a szöveteket megőrző közegből kikerülnek, nagyon gyorsan kiszáradnak és  a szövetek elporladnak. 1987-ben a Silkeborg Múzeum munkatársai a csontváz alapján szilikonból rekonstruálták a testet, és ez eredeti fejet a test-másolathoz illesztették.
A férfi két lábfeje és a jobb hüvelykujja a tőzegben kiválóan konzerválódott, ezeket az eredeti testrészeket elkülönítve, formalinban tárolják. Ennek alapján 1976-ban a Dán Rendőrség elkészítette a tollundi férfi hüvelykjének lenyomatát, amely a világ egyik legrégebbi ujjlenyomata.

## Jyllandi lápi tetemek
A jyllandi Bjældskovdal lápból két további vaskori múmiát emeltek ki: 1938-ban a tollundi férfi megtalálási helyétől mindössze 90 méterre az ellingi asszony tetemére, illetve két évvel később, 1952-ben a grauballei férfi maradványaira találtak rá. A tudományos vizsgálatok mindkét esetben erőszakos halál, illetve feltételezett rituális gyilkosság nyomait találták.

## Lásd még
- Lápi tetemek
- Grauballei férfi
- Haraldskæri nő
- Lindow-i férfi
- Lindow-i nő
- Windebyi lány
- Ydei lány
- Ellingi asszony
- Kayhauseni fiú